# Pickens (South Carolina)
Pickens er en lille by i og county seat i Pickens County, South Carolina. Pickens har en befolkning på 3.126 indbyggere.

## Historie
Pickens blev tidligere kendt som Pickens Courthouse. Navnet "Pickens" og "Pickens Courthouse" kommer fra Andrew Pickens.

## Geografi
Pickens har et areal på 6.4 km².

## Turistattraktioner
- Hagood Mill
- Old Pickens Jail

## Uddannelse
- Pickens High School